# Arthur Boucot

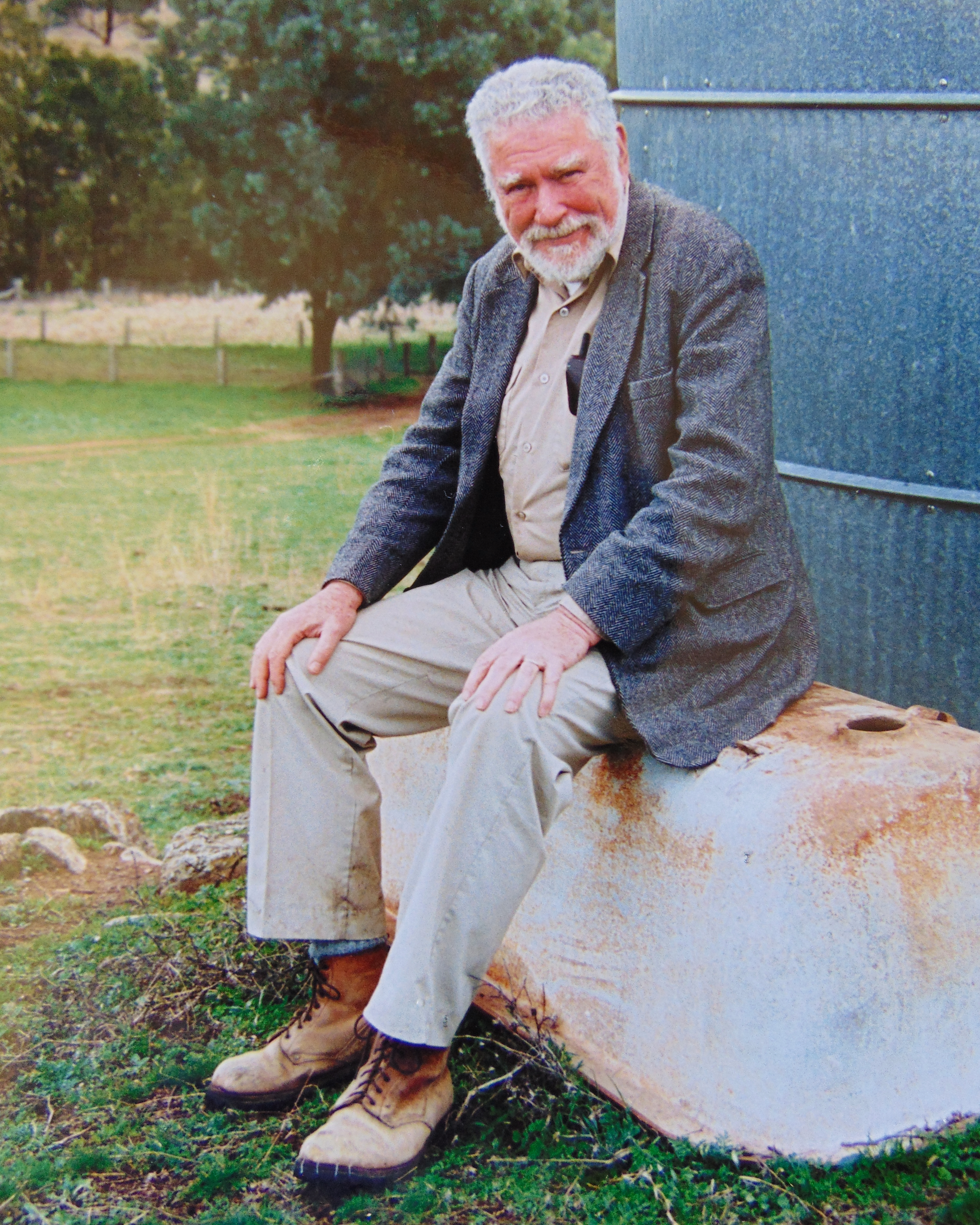
Arthur Boucot, 2001

Arthur James Boucot  (* 26. Mai 1924 in Philadelphia, Pennsylvania; † 10. April 2017 in Denver, Colorado) war ein US-amerikanischer Paläontologe.

## Werdegang
Boucot studierte an der Harvard University mit dem Bachelor-Abschluss 1948, dem Master-Abschluss 1949 und der Promotion 1953. Von 1949 bis 1956 war er beim United States Geological Survey als Geologe und danach 1956/57 als Guggenheim Fellow in Europa. 1957 wurde er Assistant Professor und später Associate Professor am Massachusetts Institute of Technology; von 1961 bis 1968 war er Associate Professor am Caltech. 1968/69 war er Professor für Geologie an der University of Pennsylvania und an der Smithsonian Institution. Ab 1969 war er Professor für Geologie (und ab 1979 für Zoologie) an der Oregon State University.
Er befasste sich mit Paläontologie und Stratigraphie des Silur und Devon und speziell von Brachiopoden. Ab 1973 war er US-Vertreter im Unter-Komitee Silur der International Commission on Stratigraphy. Er befasste sich mit mariner Paläoökologie und Paläobiogeographie und Rückschlüssen auf Evolution, Verhalten und Aussterberaten aus dem Fossilaufkommen.
1985 erhielt er die Raymond C. Moore Medal for Paleontology, 1999 die Paleontological Society Medal und 1990 den Natural Science Award der Academia Sinica. 1980/81 war er Präsident der Paleontological Society und 1984 bis 1989 der International Paleontological Association. Er war Ehrenmitglied der schwedischen geologischen Gesellschaft und korrespondierendes Mitglied der Akademie der Wissenschaften zu Göttingen. Boucot ist zudem Namensgeber für das Boucot-Plateau in der Antarktis.

## Schriften
- Evolutionary Paleobiology of Behavior and Coevolution, Elsevier 1990
- mit George O. Poinar Fossil behavior compendium, CRC Press, Taylor and Francis 2010
- Evolution and extinction rate controls, Elsevier 1975
- Principles of benthic marine paleoecology, Academic Press 1981 (mit Beiträgen von Robert S. Carney)
- mit J. G. Johnson, John A. Talent Early Devonian brachiopod zoogeography, US Geological Survey, 1969
- Herausgeber mit Jane Grey Historical biogeography, plate tectonics, and the changing environment, Oregon State University Press 1979
- Herausgeber mit Jane Grey, William Berry Communities of the past, Stroudsburg: Hutchinson Ross Publ. 1981
- Herausgeber mit J. D. Lawson Paleocommunities: a case study from the Silurian and Lower Devonian, Cambridge University Press 1999